# Kim Eana
Đây là một tên người Triều Tiên, họ là Kim.
Kim Eana (Hangul: 김이나) (hay Kim Yi-na hoặc Kim Ina) là một nhạc sĩ nổi tiếng Hàn Quốc với những ca khúc nhạc pop trong những năm đầu thế kỉ XXI. Cô được biết đến với những bài hát như "Abracadabra" được trình diễn bởi Brown Eyed Girls, và "Good Day" trình diễn bởi IU, giữ vị trí thứ nhất trên bảng xếp hạng đĩa đơn Gaon trong 5 tuần. Có tổng cộng 11 bài hát của cô đã đứng thứ nhất trên các bảng xếp hạng âm nhạc Hàn Quốc.

## Cuộc đời và sự nghiệp
Kim Eana sinh ngày 27 tháng 4 năm 1979. Cô hợp tác với Lee Min-soo và viết lời cho những bài hát của Son Dam-bi, SHINee, Brown Eyed Girls, IU, VIXX, Younha và Sunny Hill. Cô là một nhạc nhưng cũng đã tham gia vào việc quảng bá cùng với các nghệ sĩ cô đã hợp tác.
Trên mạng xã hội Twitter, cô sử dụng tên "bongsamee", biệt danh chú mèo cưng của cô.

## Phong cách
Tác phẩm của cô thường có những đoạn về việc tìm kiếm tình yêu trong âm nhạc cùng với sự phê phán của xã hội và bình luận của nền công nghiệp giải trí. Đã có những lúc cô đề nghị xóa bỏ tác phẩm của mình trên các trang mạng.

## Danh sách các tác phẩm
Bảng dưới đây là những bài hát do cô sáng tác đã giành hạng nhất trên bảng xếp hạng Gaon Hàn Quốc.
| Nghệ sĩ          | Bài hát                                          | KOR Gaon |
| ---------------- | ------------------------------------------------ | -------- |
| Brown Eyed Girls | "L.O.V.E"                                        | 1        |
| Brown Eyed Girls | "Abracadabra"                                    | 1        |
| Brown Eyed Girls | "Sign"                                           | 1        |
| Brown Eyed Girls | "Sixth Sense"                                    | 1        |
| Gain             | "Irreversible" (Hangul: 돌이킬 수 없는)          | 1        |
| Gain             | "Bloom" (Hangul: 피어나)                         | 1        |
| Gain và Jo Kwon  | "We Fell in Love" (Hangul: 우리 사랑하게 됐어요) | 1        |
| IU               | "Nagging" (Hangul: 잔소리)                       | 1        |
| IU               | "Good Day" (Hangul: 좋은 날)                     | 1        |
| IU               | "You and I" (Hangul: 너랑 나)                    | 1        |
| IU               | "The Red Shoes" (Hangul: 분홍신)                 | 1        |
| Suzy và Baekhyun | "Dream"                                          | 1        |

### Các bài hát khác
- "The Grasshopper's Song" (Hangul: 베짱이 찬가) trình diễn bởi Sunny Hill
- "On the Road" và "Welcome" trình diễn bởi Shinhwa (từ album The Return)
- "Hello" và "Alive" trình diễn bởi SHINee
- "Tic Toc", "Shot" trình diễn bởi Infinite
- "Here We Go" trình diễn bởi Super Junior
- "Warm Hole", "Brave New World", "Kill Bill", "Hot Shot", "Sixth Sense" trình diễn bởi Brown Eyed Girls
- "Bad Temper" trình diễn bởi Gain
- "Who Did You Lie To" (Hangul: 누가 거짓말했나요) trình diễn bởi Zia
- "Ice Flower" (Hangul: 얼음꽃) trình diễn bởi IU & Kim Yuna (nhạc nền của Kiss & Cry)
- "Love Letter" trình diễn bởi Happy Pledis
- "Lucky" trình diễn bởi EXO
- "Evening Sky" và "Scandal" trình diễn bởi Ailee
- "Obliviate" trình diễn bởi IU
- "You Are A Miracle" trình diễn bởi nhiều nghệ sĩ (từ 2013 SBS Gayo Daejun Friendship Project)
- "Error", "Eternity", "G.R.8.U", "Hyde", "On and On" và "Voodoo Doll" trình diễn bởi VIXX
- "From My Heart" trình diễn bởi 5urprise[7]
- "Cupid" và "Round About" trình diễn bởi Oh My Girl
- "Candy Jelly Love" và "Circle" trình diễn bởi Lovelyz
- "Vista" trình diễn bởi Fiestar
- "Mo Mo Mo" trình diễn bởi Cosmic Girls
- "Love Is" trình diễn bởi Jung Eunji
- "Redevelopmen of Love" trình diễn bởi Yoo San Seul

## Chương trình truyền hình
- Two Yoo Project - Sugar Man (JTBC, 2015)[8]
- Sister's Slam Dunk (Season 2) (KBS 2, 2017)
- Two Yoo Project - Sugar Man (Season 3) (JTBC,2019-2020)
- Heart Signal (Season 3) (Channel A,2020)

## Giải thường
- 2010 Korean Music Awards: "Abracadabra" hạng mục Best Dance/Electronic Song of the Year
- 2010 MelOn Music Awards: Best Songwriter/Producer Award[9]
- 2011 MelOn Music Awards: "Good Day" (IU) hạng mục Song Of The Year[10]
- 2012 Gaon Music Awards: Lyricist of the Year Award[11]
- 2013 Gaon Music Awards: Lyricist of the Year Award[12]
- 2015 Gaon Chart K-Pop Awards: Lyricist of the Year Award